# Gare de Breitenbach
Gare de Breitenbach – przystanek kolejowy w miejscowości Breitenbach-Haut-Rhin, w departamencie Górny Ren, w regionie Grand Est, we Francji. Jest zarządzany przez SNCF i obsługiwany przez pociągi TER Grand Est. 

## Położenie
Znajduje się na linii Colmar – Metzeral, na km 21,097 między stacjami Luttenbach-près-Munster i Muhlbach-sur-Munster, na wysokości 430 m n.p.m.

## Linie kolejowe
- Linia Colmar – Metzeral